# Chaos Communication Camp

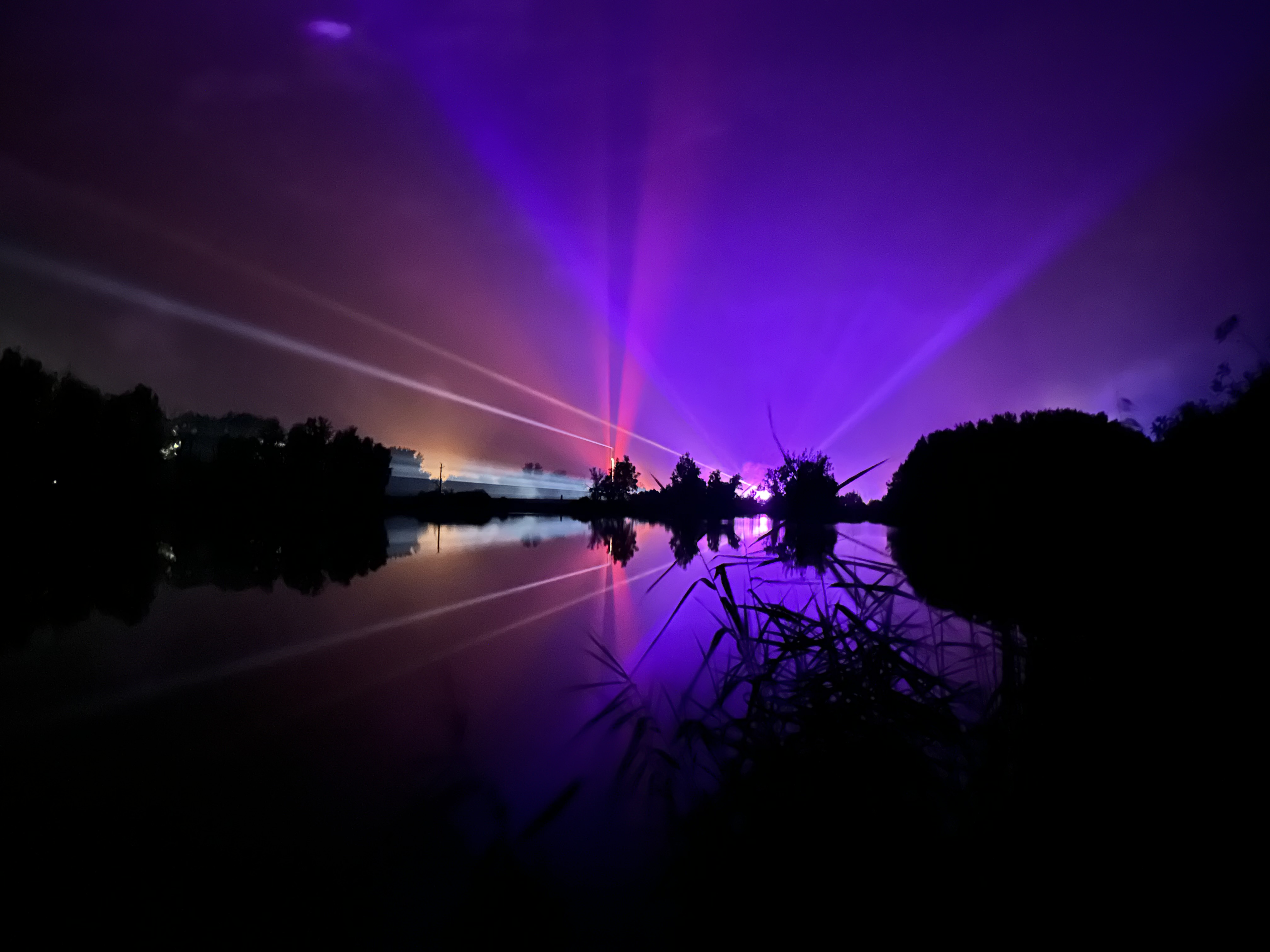
Chaos Communication Camp 2023 in Mildenberg

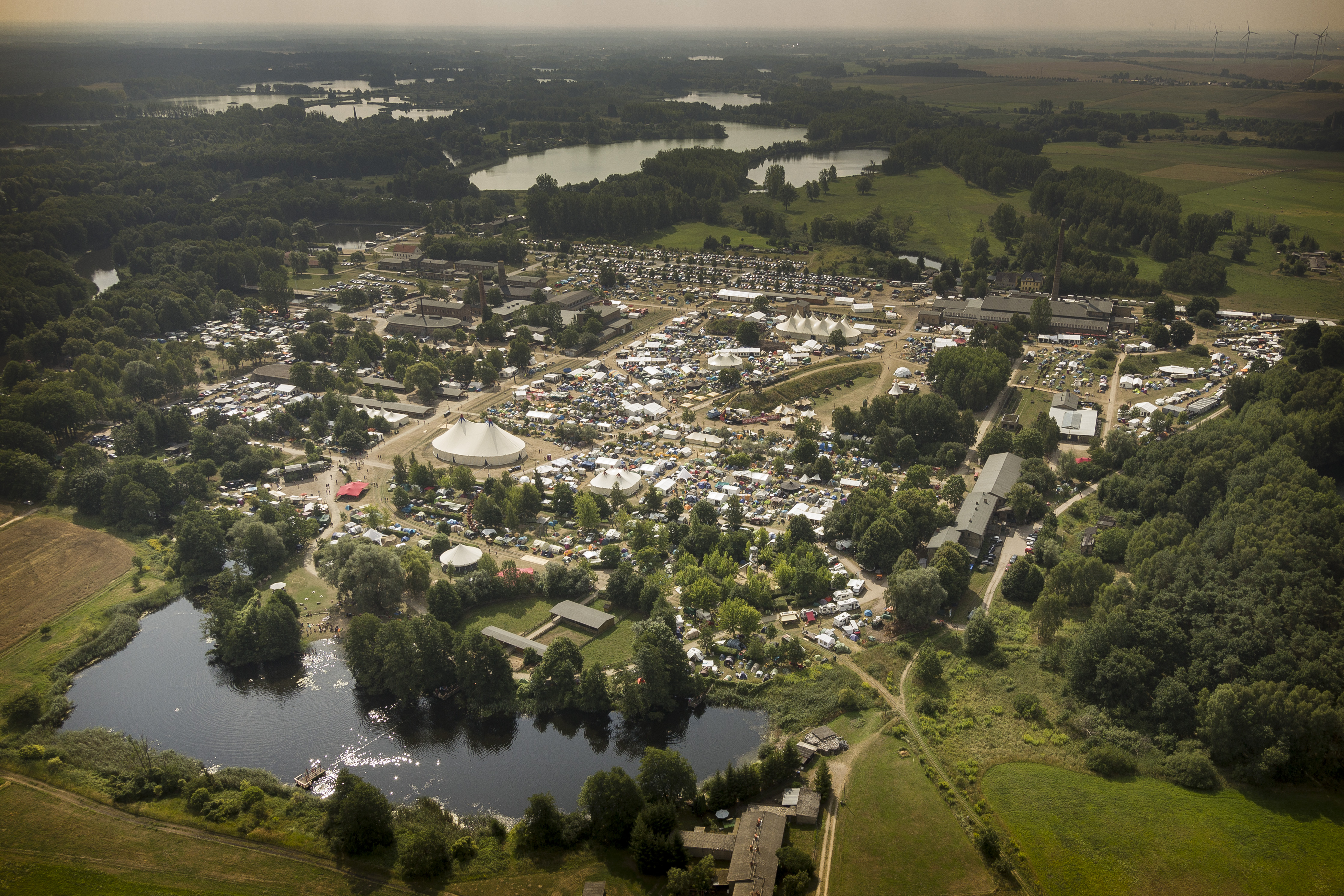
Chaos Communication Camp 2015 Luftaufnahme

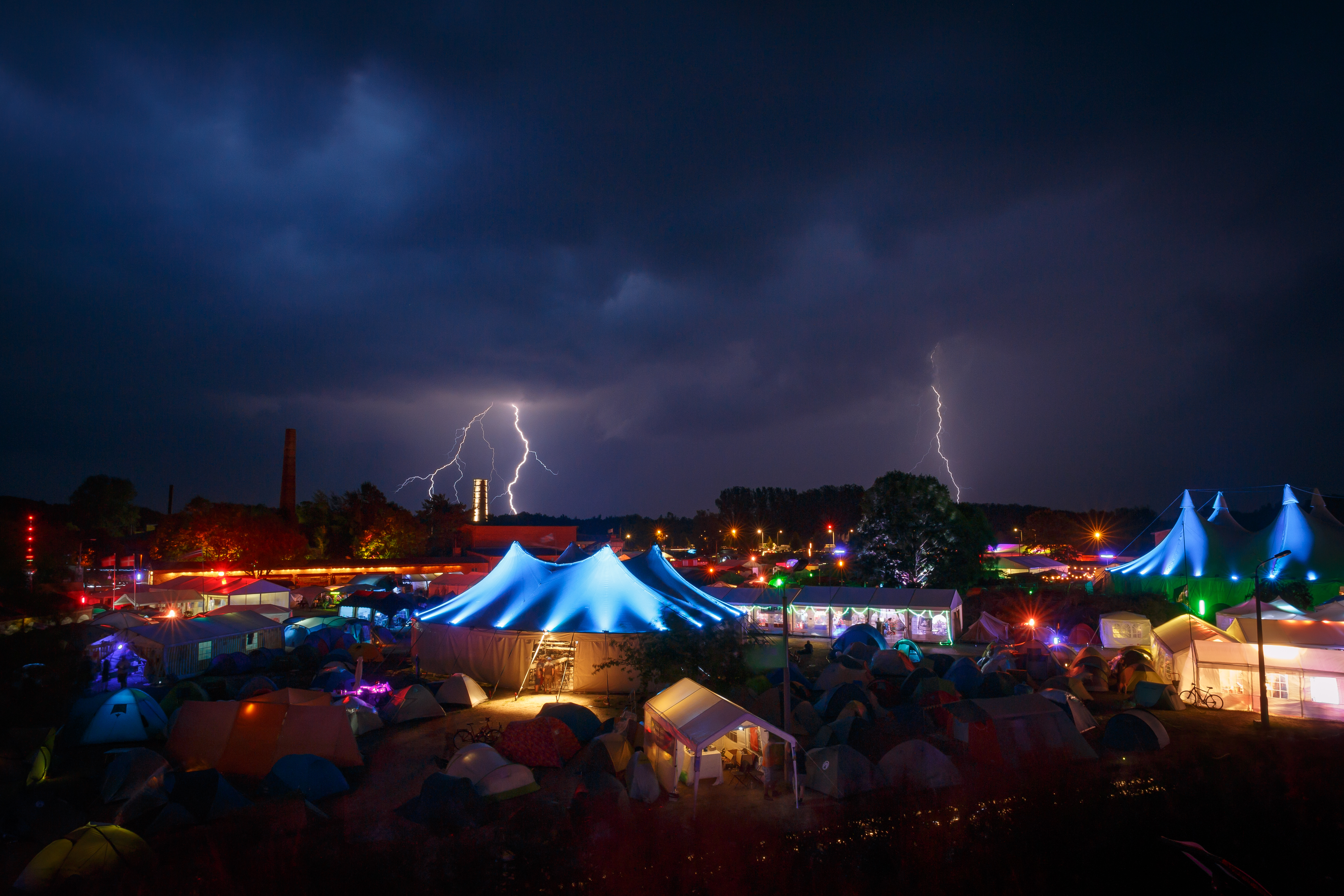
Das CCCamp15 in Mildenberg mit Gewitter im Hintergrund.

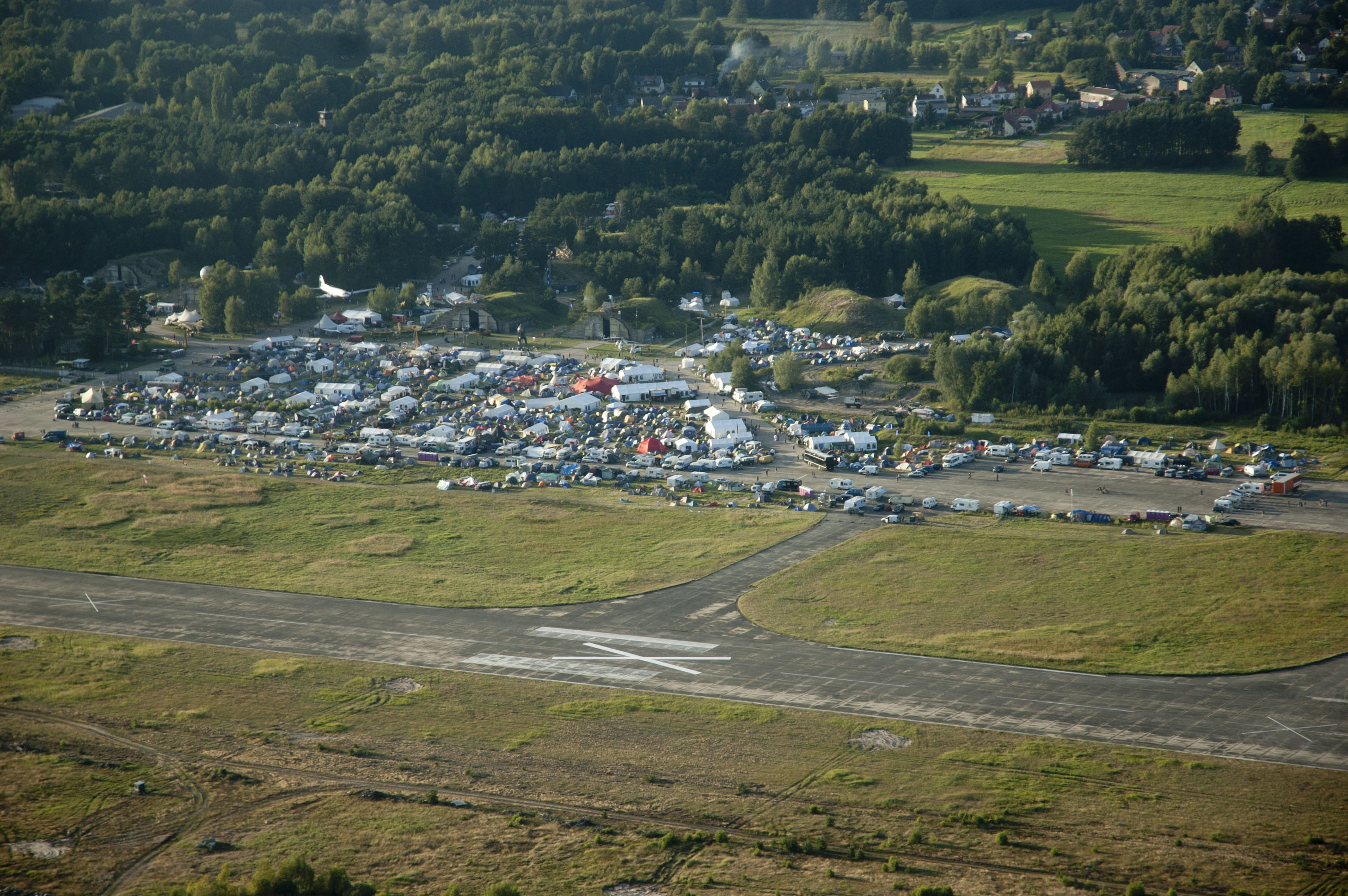
Chaos Communication Camp 2011 Luftaufnahme

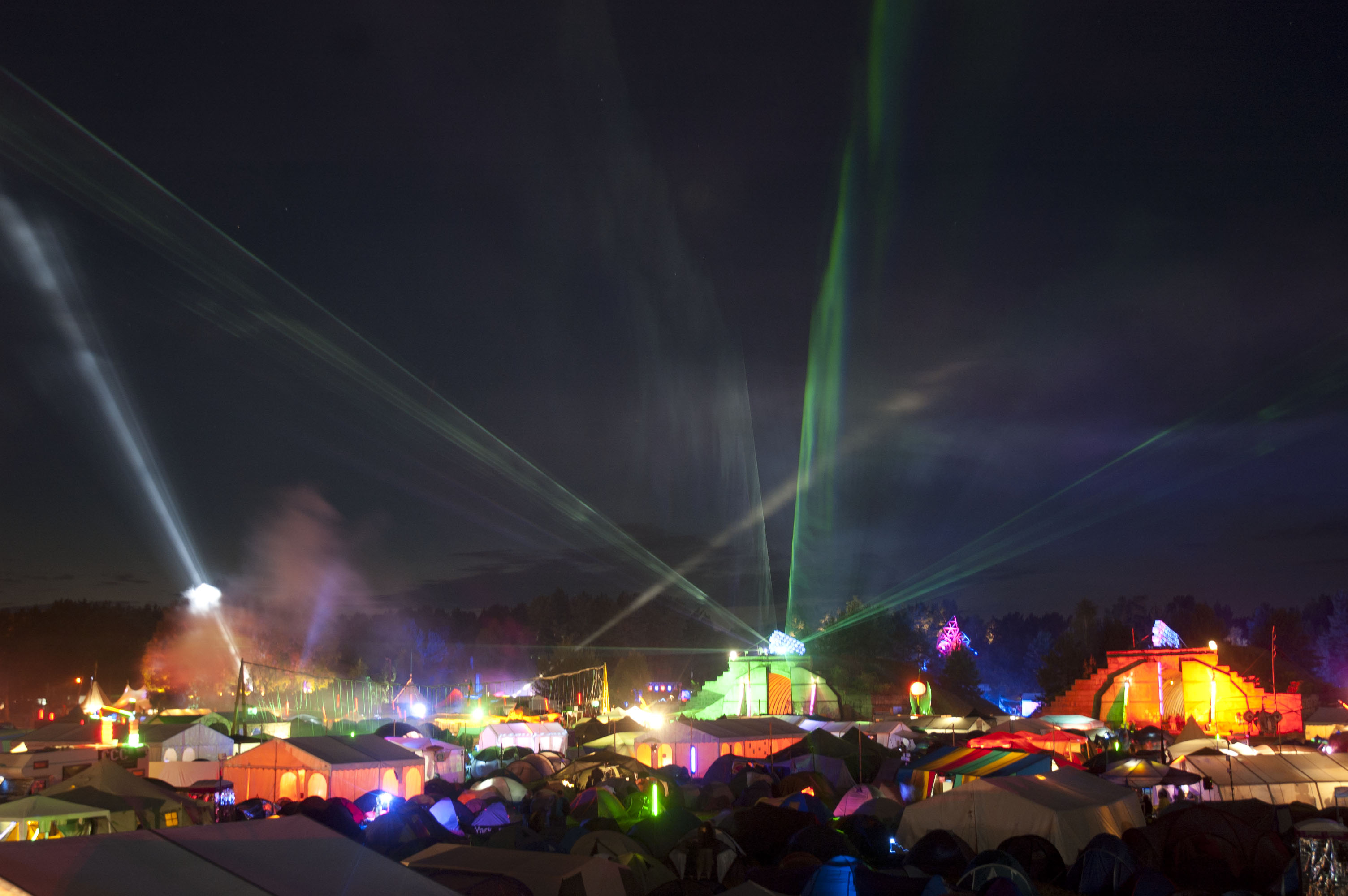
Chaos Communication Camp 2011 Lasershow

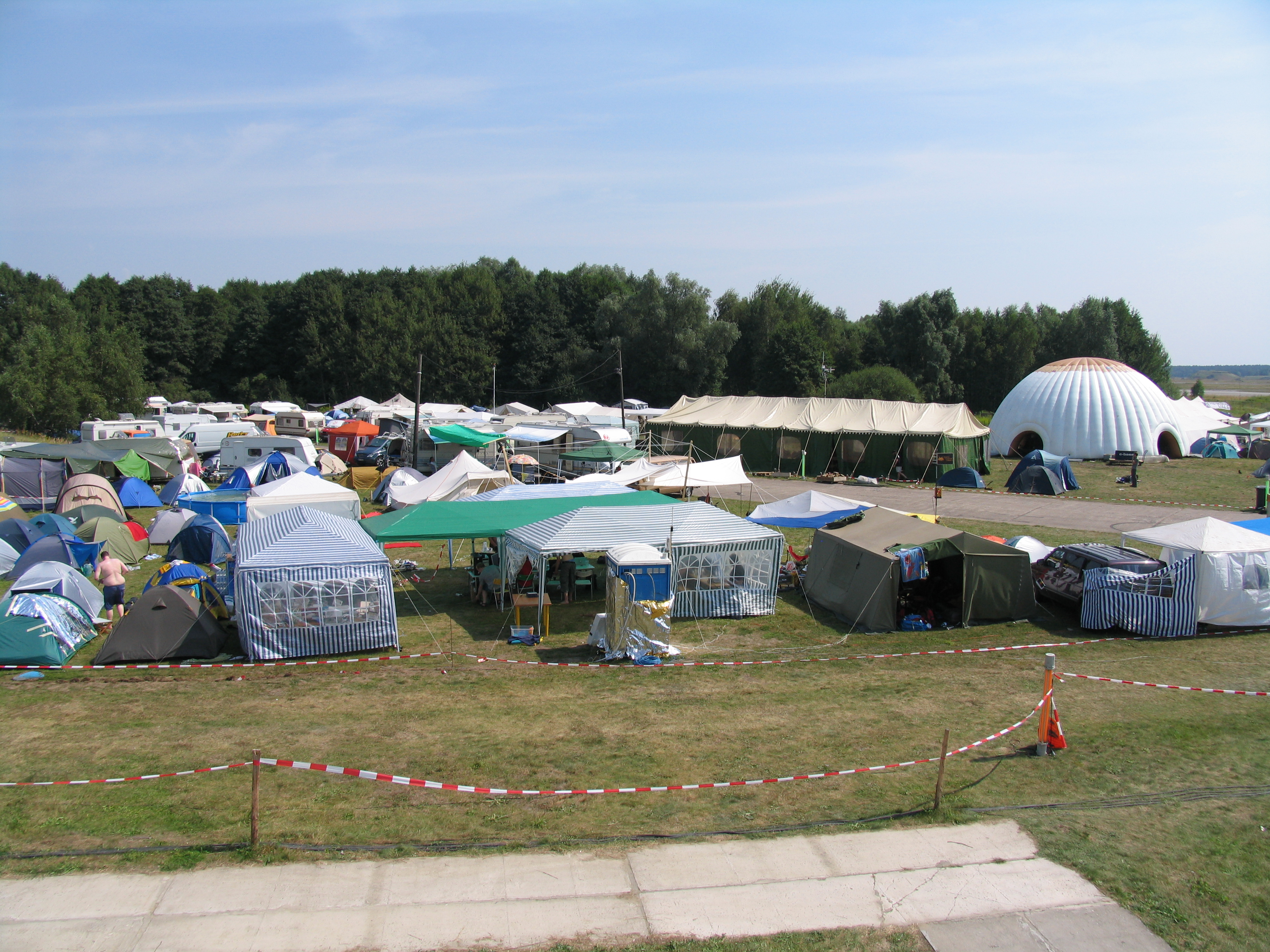
Chaos Communication Camp 2007

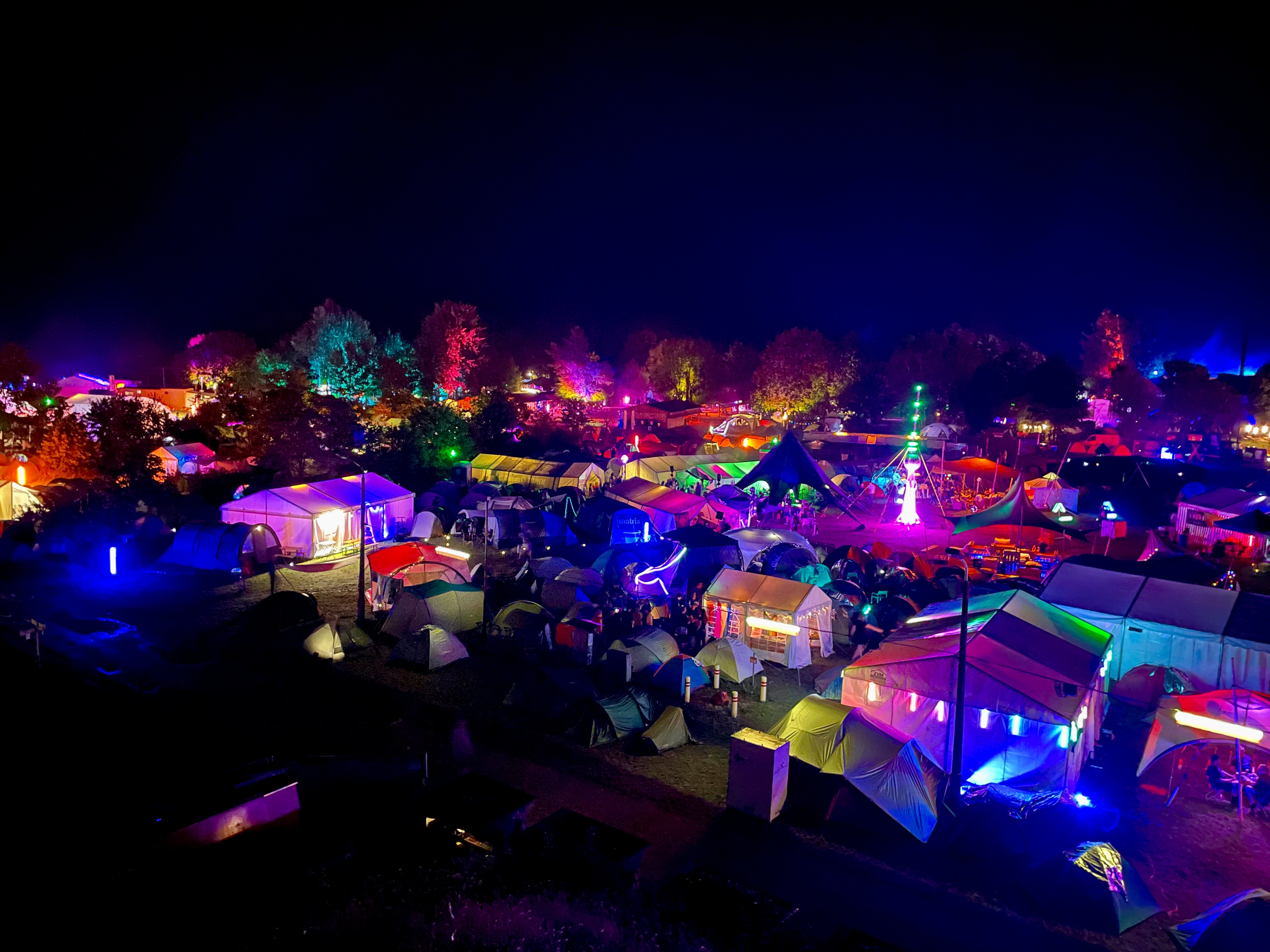
Übersicht bei Nacht über das CCCamp2023

Das Chaos Communication Camp (kurz CCCamp oder in informierten Kreisen einfach nur Camp genannt) ist ein internationales Treffen von Hackern, das seit 1999 alle vier Jahre in der Nähe von Berlin stattfindet. Es wird organisiert vom Chaos Computer Club (CCC), der auch den jährlichen Chaos Communication Congress veranstaltet.

## Übersicht
Die ersten beiden Treffen in den Jahren 1999 und 2003 fanden auf dem Paulshof bei Altlandsberg statt. Das dritte Camp fand vom 8. bis 12. August 2007 und das vierte Camp vom 10. bis 14. August 2011 auf dem Gelände des Luftfahrtmuseums Finowfurt statt. Das 5. Treffen fand vom 13. bis 17. August 2015 im Ziegeleipark Mildenberg statt, ebenso die darauffolgenden Camps vom 21. bis 25. August 2019 sowie vom 15.–19. August 2023.
| Nr. | Name                          | Datum                   | Ort                       | Badge  |
| --- | ----------------------------- | ----------------------- | ------------------------- | ------ |
| 1.  | Chaos Communication Camp 1999 | 6. bis 8. August 1999   | Freizeithof Paulshof      |        |
| 2.  | Chaos Communication Camp 2003 | 7. bis 10. August 2003  | Freizeithof Paulshof      |        |
| 3.  | Chaos Communication Camp 2007 | 8. bis 12. August 2007  | Luftfahrtmuseum Finowfurt |        |
| 4.  | Chaos Communication Camp 2011 | 10. bis 14. August 2011 | Luftfahrtmuseum Finowfurt | r0ket  |
| 5.  | Chaos Communication Camp 2015 | 13. bis 17. August 2015 | Ziegeleipark Mildenberg   | rad1o  |
| 6.  | Chaos Communication Camp 2019 | 21. bis 25. August 2019 | Ziegeleipark Mildenberg   | card10 |
| 7.  | Chaos Communication Camp 2023 | 15. bis 19. August 2023 | Ziegeleipark Mildenberg   | flow3r |

## Beschreibung

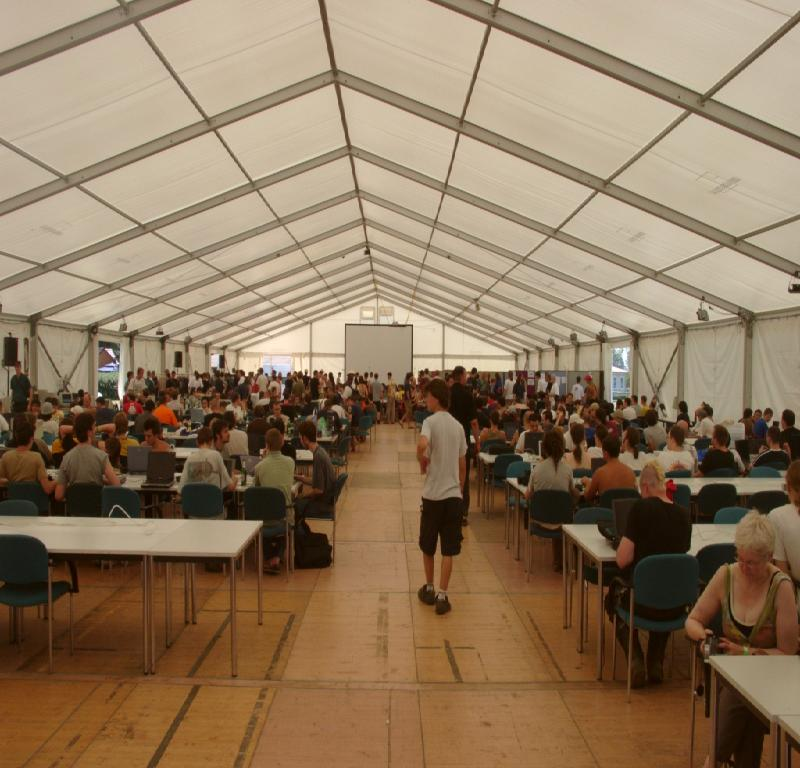
Das Hackcenter-Zelt 2003

Das Chaos Communication Camp bietet deutsch- und englischsprachige Informationsveranstaltungen zu technischen und gesellschaftlichen Themen wie z. B. Datenschutz, Informationsfreiheit und Datensicherheit. Ergänzt wird es durch Workshops und etwa 30 „Villages“, die Zeltstädten mit einer thematischen Ausrichtung entsprechen sollen. 2007 gab es einen Charterflug von der DEFCON-Konferenz in Las Vegas über Frankfurt am Main auf das Camp-Gelände im Rahmen des Projektes Hackers on a Plane.

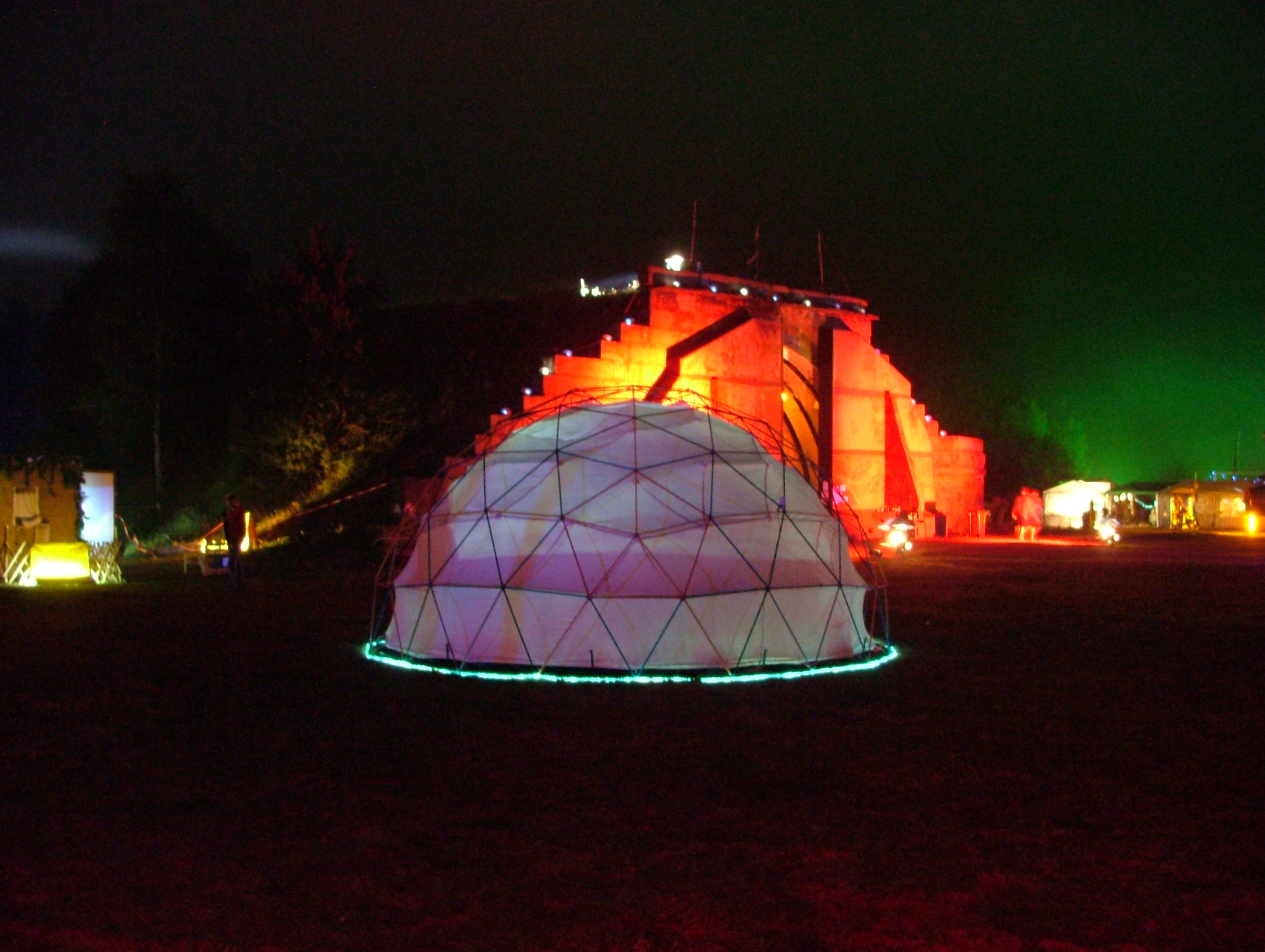
Nächtliche Lichtinstallationen 2007

In einem „Art & Beauty“-Bereich werden vor allem künstlerische Bereiche der Technik wie etwa Lichtinstallationen oder Musik präsentiert. Jeder Teilnehmer hat die Möglichkeit, ein eigenes Zelt samt Computer aufzubauen und sich an das vom CCC aufgebaute Camp-eigene Stromnetz und eine schnelle Internetverbindung anzuschließen. Neben Funkverteilern werden für die Vernetzung des Geländes mit Netzwerktechnik bestückte Toilettenhäuschen (sogenannte Datenklos) zur Verfügung gestellt.
Neben Zeitschriften aus der Informationsbranche berichten auch die herkömmlichen Medien und Fernsehsender über die Veranstaltung.

### 2015
Da der Ziegeleipark Mildenberg über keine ausreichende Infrastruktur verfügte, wurde in Vorbereitung auf das Chaos Communication Camp 2015 eine 2,5 Kilometer lange Glasfaserleitung von einem nahegelegenen Hochspannungsmast dorthin verlegt. Diese versorgte das Camp mit einer symmetrischen 10-Gigabit-Standleitung. Strom stand nicht in ausreichenden Maße zur Verfügung, daher wurden Dieselaggregate mit einer Gesamtleistung von rund 1,8 Megawatt aufgestellt.
Es wurden 4.500 Teilnehmer aus 20 Ländern erwartet. Mit dem Netzwerk des Camps waren etwa 18.000 Computer, Smartphones etc. verbunden.
Zu den Themen gehörten unter anderem die Landesverrat-Affäre um netzpolitik.org, Frauen in der Hackerszene, Bio-Hacking und die Emanzipation von Geflüchteten.

### 2023
Zum 7. Camp des CCC in Mildenberg wurden über 6.000 Besucher erwartet. Anders als bei vorigen Veranstaltungen wurde auf große, zentrale Vortragszelte verzichtet zugunsten kleinerer, selbstorganisierter Bühnen.
Während wie in den vorausgegangenen Veranstaltungen das Gelände via Glasfaser direkt mit Internetzugang versorgt wurde, blieb der Ausbau in der Region selbst stockend. In der Lokalpresse wurde das Camp angesichts einer überlasteten Verkehrsinfrastruktur teilweise skeptisch betrachtet.

## Ähnliche Veranstaltungen
In England findet in geraden Jahren das Electromagnetic Field statt. In den ungeraden Jahren, in denen kein CCCamp stattfindet, finden unter wechselnden Namen ähnliche Veranstaltungen in den Niederlanden statt, welche aus dem inzwischen eingestellten niederländischem Hackermagazin Hack-Tic hervorgegangen sind.